# Орден Академических пальм
О́рден Академи́ческих па́льм (фр. l'Ordre des Palmes académiques) — награда Франции за заслуги в образовании и науке.

## История

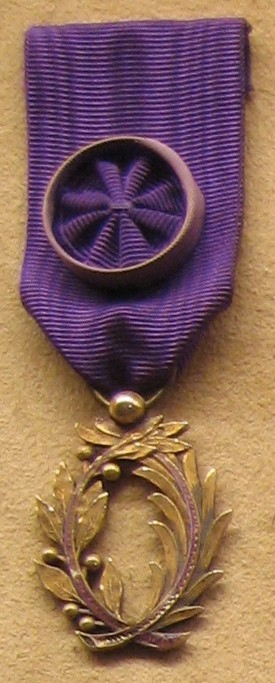
Знак офицера народного просвещения (до 1955 г.)

Орден Академических пальм ведёт свою историю от ордена (как организации), учреждённого 19 марта 1808 года императором Наполеоном I для академиков и профессоров Парижского Университета и некоторых лицеев. Иерархически орден состоял из трёх ступеней:
- Титуляры (фр. Les titulaires) — великие магистры, канцлеры, казначеи и пожизненные советники университета;
- Офицеры университета (фр. Les officiers de l’université) — ординарные советники и инспекторы университета, ректоры и академические инспекторы, а также профессора факультетов. Также могли приниматься директора, цензоры и профессора первых двух классов лицеев, «наиболее достойные талантами и заслугами»;
- Офицеры академий (фр. Les officiers des académies), с 1837 г. Офицеры академии (фр. Les officiers d’académie) — директора, цензоры и профессора первых двух классов лицеев и директора коллежей. Также могли приниматься регенты коллежей, начальники институтов и другие профессора лицеев, «за значительные заслуги».

Удостоенные принятия в орден носили на форменной университетской одежде, на высоте груди, шитый из нитей венок.
С 9 декабря 1850 года членство в ордене становится независимым от учёной степени, класс титуляров упразднён, а класс офицеров университета переименован в офицеры народного просвещения (фр. Les officiers de l’Instruction publique). Награда распространена на преподавателей начального и частного образования.
7 апреля 1866 года орден был преобразован в собственно знак отличия (двух степеней). Был учреждён металлический знак, вместо вышитого, носившийся изначально на чёрной ленте, позже изменённой на лиловую.
Наименование степеней осталось прежнее — офицеры народного просвещения и офицеры академии.
27 декабря 1866 года награда была распространена на учёных и литераторов, как лиц, также способствующих народному просвещению.
4 октября 1955 года награда была вновь реорганизована и получила новый статут, в который 19 апреля 2002 года были внесены некоторые изменения.
В 1962 году учреждена Ассоциация членов ордена Академических пальм (фр. Association des Membres de l'Ordre des Palmes Académiques), под покровительством Президента Франции.

## Степени ордена
С 1955 года орден делится на три степени:
 Командор (фр. Commandeur) — знак на ленте, носимый на шее; высшая степень ордена;
 Офицер (фр. Officier) — знак на ленте с розеткой, носимый на левой стороне груди;
 Кавалер (фр. Chevalier) — знак на ленте, носимый на левой стороне груди.

## Положения о награде
В настоящее время Академическими пальмами могут быть награждены как преподаватели и члены преподавательского сообщества, так и лица, не имеющие отношения к преподаванию, но внёсшие значительный вклад в народное образование, а также иностранные подданные и французы, проживающие за пределами Франции, активно способствующие распространению французской культуры в других странах.
Удостоены кавалерской степени ордена могут быть лица не моложе 35 лет, прослужившие не менее 10 лет (до 2002 г. — не менее 15 лет) в одной из сфер образования. Награждение офицерской степенью возможно не ранее, чем через 5 лет после награждения кавалерской степенью. Награждение командорской степенью возможно не ранее, чем через 3 года (до 2002 г. — 5 лет) после награждения офицерской степенью. При награждении старшей степенью ордена заслуги, уже отмеченные младшей степенью, не могут быть учитываемы.
Награждения производятся два раза в год:
- 1 января — лица, не принадлежащие к учреждениям министерства народного образования Франции;
- 14 июля (День взятия Бастилии) — лица, принадлежащие к учреждениям министерства народного образования Франции.

В исключительных случаях награждения могут быть произведены в другой день.
Кандидатуры для награждения рассматриваются в Совете ордена Академических пальм, под председательством министра народного образования Франции. В Совет, помимо министра, входят один из членов Совета ордена Почётного легиона и главы инспекций министерства образования. Решения принимаются большинством голосов.
Список награждённых утверждает премьер-министр Франции.

## Знаки ордена

### 1808—1866 гг.
Изначально знаки были шитыми, в виде венка из пальмовой и оливковой ветвей, высотой около 10 см. Шитьё носилось на форменной университетской одежде (тоге) на левой стороне груди и являлось принадлежностью этой одежды.
Титуляры имели венок из золотых нитей, офицеры университета — из серебряных нитей, а офицеры академии — из шёлковых голубых и белых нитей. С 1850 года, после упразднения класса титуляров, офицеры университета стали носить венок из золотых нитей, а офицеры академии — из серебряных.
В 1852 году венок отделён от университетской одежды и повелено носить его, меньшего размера, на городской одежде, нашитым на отрезок ленты чёрного цвета.

### 1866—1955 гг.
В 1866 году введён металлический знак в виде овального венка из пальмовой и оливковой ветвей, покрытых лиловой эмалью. Высота знака около 5 см.
Офицеры народного просвещения носили золотой знак на левой стороне груди на ленте с розеткой.
Офицеры академии носили серебряный знак на левой стороне груди на ленте без розетки.

### с 1955 г.
С 1955 года венок стал изготавливаться в виде двух пальмовых ветвей, покрытых лиловой эмалью.
- Для кавалеров — венок серебряный высотой 35 мм, на нагрудной ленте без розетки.
- Для офицеров — венок позолоченный высотой 35 мм на нагрудной ленте с розеткой диаметром 22 мм.
- Для командоров — венок позолоченный высотой 60 мм, подвешенный к круглому венку диаметром 30 мм, на шейной ленте.

Лента у всех степеней лиловая, шириной 32 мм.

## Особенности знаков
Знаки очень сильно могут отличаться по многим критериям,  таким как:
- Материал изготовления. Встречаются версии из серебра и посеребрённой бронзы.
- Размеры знака.
- Качество изготовления может быть совершенно различным, ибо знак ордена мог производится как французским монетным двором, так и частными фирмами.
- Наличием особых деталей — гладкого реверса, либо дублирующий аверс, и так далее.

## Интересные факты
- На современных знаках ордена пальмовые ветви не симметричны: на левой ветви 12 листьев, а на правой — 11 (в сумме — 23).
- Орден Академических пальм имеет прозвание «Лиловый легион», по аналогии с Почётным легионом.